# BB 60021
La BB 60021 est l'ancienne locomotive Diesel-électrique 4 CMD 1 du PLM, intégrée aux inventaires SNCF à sa création sous la référence 040 DC 1. Elle prit le nom de BB 60021 en 1962.
Elle a été transformée en chasse-neige Uz 998701 type turbine Chambéry en 1967. C'est l'actuel « Chasse-Neige Spécial » basé à Aurillac.

## Conception
La 4 CMD 1 était la première locomotive Diesel française à adhérence totale (i.e. avec tous les essieux moteurs). Elle était la 3e d'une série de prototypes Diesel de manœuvre commandés dans les années 1930 par le PLM : 4 AMD 1, 4 BMD 1, 141 AMD 1 dont elle est la plus fiable. Peu après, la petite série des 4 DMD 1 à 3 reprendra sa disposition d'essieux Bo'Bo'.
Particulièrement disgracieuse, elle était dissymétrique avec un capot hébergeant le système de refroidissement à l'avant. Cette disposition s'expliquait par une recherche d'équilibre des masses pour ne pas excéder les 20 tonnes à l'essieu. Avec son moteur Diesel 2 temps Burmeister et Wain 625 VGL 34 6 cyl développant 600 ch (440 kW) et une vitesse de 50 km/h, elle assurait des manœuvres à Paris-Bercy puis à Villeneuve-Saint-Georges. 
Réimmatriculée 040 DC 1 à la création de la SNCF, elle subit une refonte complète en 1955. Sa caisse compacte devient symétrique et prend une 4e baie latérale entre les cabines. Elle est remotorisée avec un moteur MGO de 825 ch (607 kW).
En 1962, elle prend le nom de BB 60021.

## Chasse-neige

### Modifications
Retirée de la traction en 1967 au dépôt de Dijon, la machine fut transformée en chasse-neige à turbines frontales. Conçu à l'identique du chasse neige Pontarlier, pour l'étrave avant à deux turbines et deux coffres orientables montée sur l’extrémité 1, elle ne comporte pas de socs intermédiaires, l'empattement de la machine étant trop court. La modification ne concerna que les deux moteurs du bogie de l’extrémité 2, l'autre bogie devenant simplement porteur. Cela lui permet d'évoluer seule dans les dépôts ou les  gares, mais elle doit être poussée par un ou plusieurs engins Diesel pour déneiger. Elle fut également renumérotée Uz 998 701 SNCF dite turbine Chambéry.

### Caractéristiques

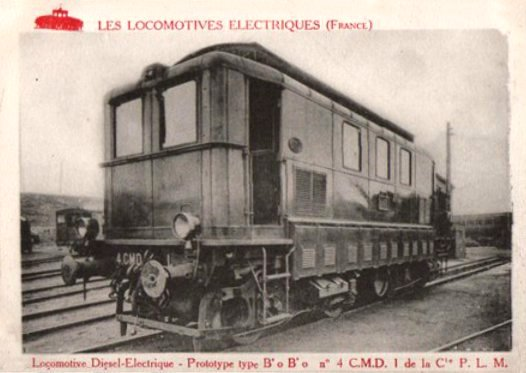
Carte postale de la locomotive PLM 4 CMD 1.

Les nouvelles caractéristiques du chasse-neige sont :
- Moteur thermique : Grosshans type 12-V-165S 12 cylindres en V suralimenté par turbo-soufflante VTR-250-BBC
- Transmission : électrique,
- Génératrice : SW,
- Moteurs de traction : 2*SW,
- Disposition des essieux : 2'Bo',
- Longueur hors tout : 12,27 mètres,
- Masse totale en service : 64 tonnes,
- Vitesse : 60 km/h en acheminement ou en travail,
- Affectations : Chambéry avant réception des CN 1 et CN 2, puis Aurillac.